# Lyria sabaensis
Lyria sabaensis is een slakkensoort uit de familie van de Volutidae. De wetenschappelijke naam van de soort is voor het eerst geldig gepubliceerd in 1993 door Bail.